# Byala (huyện của tỉnh Ruse)
Byala là một huyện thuộc tỉnh Ruse, Bungaria. Dân số thời điểm năm 2001 là 17004 người.